# バラムツ

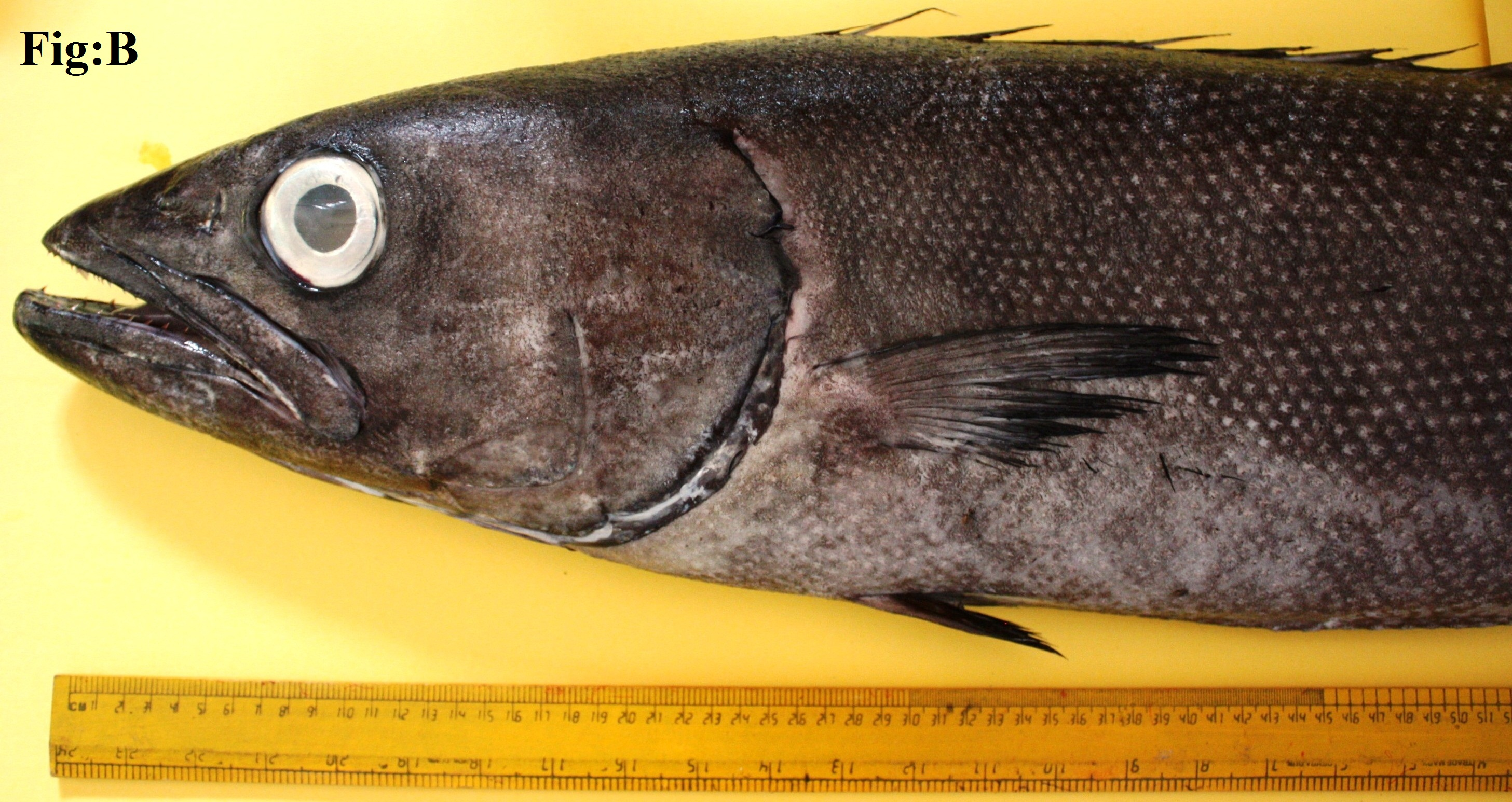
頭部

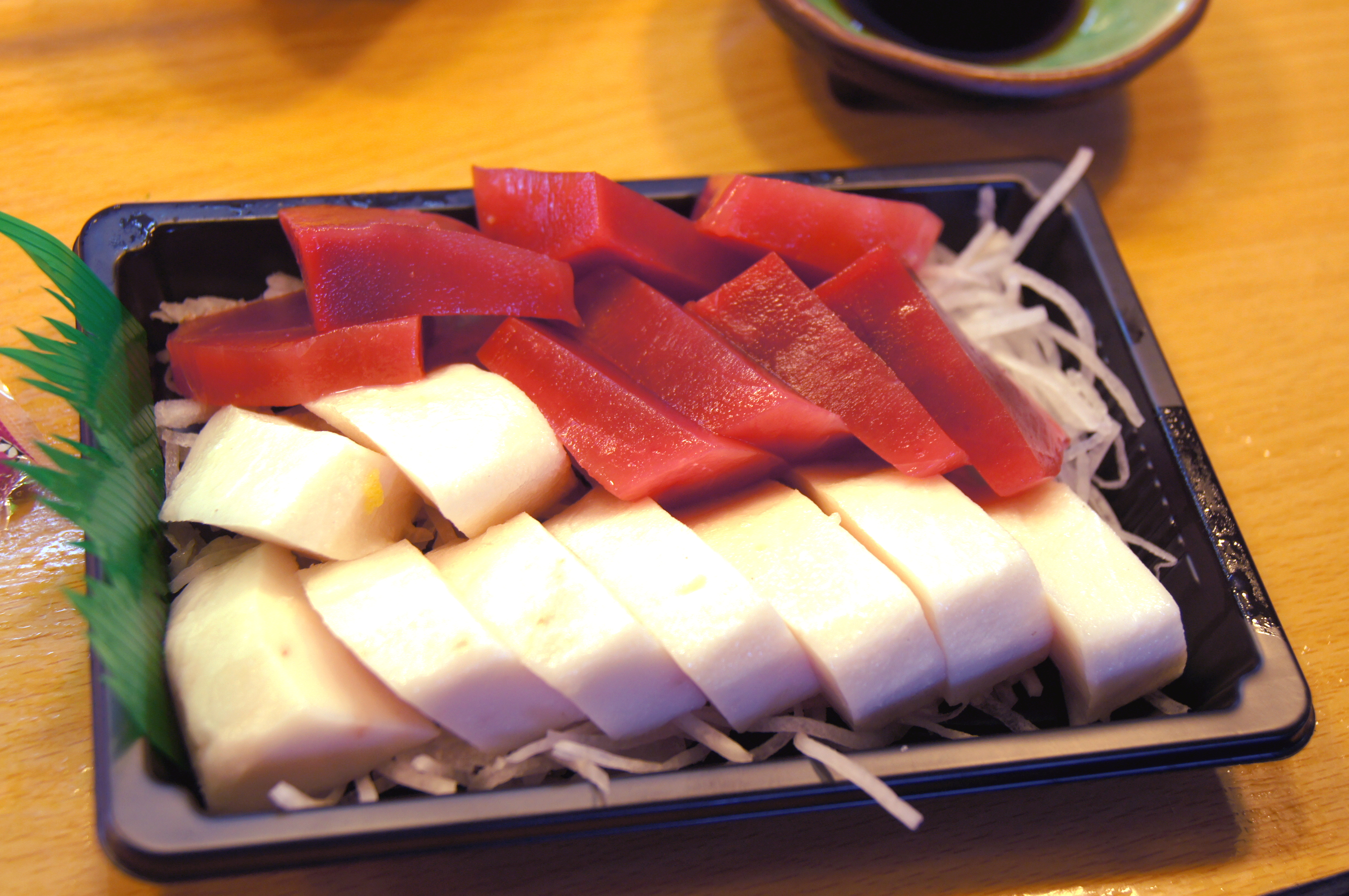
バラムツの刺身（下段の白身）。上段はマグロ。台湾・東港にて。

バラムツ（薔薇鯥、学名：Ruvettus pretiosus）は、スズキ目サバ亜目クロタチカマス科のバラムツ属 Ruvettusに分類される魚。バラムツ属は本種をタイプ種とし、かつ本種1種のみが分類されている単型の属である。

## 特徴
数百メートルの深度に生息する深海魚であるが、夜間には浅場に浮上することが多いため、刺し網や延縄などにかかることが多い。
大型であり、成魚は全長2メートル以上になることもある。顔立ちはいかつく、ムツのように目と歯が大きいが、スズキ目の深海魚という共通点以外、ムツとは近縁ではない。口には鋭くて細かい歯が多く並んでいる。和名の由来は、体を覆うバラ（薔薇）の棘のような棘状の硬い鱗から採られており、素手で触れると裂傷を負ってしまうほどである。
深海魚にしばしば見られる形質であるが、体内の油脂成分のほとんどが人体で消化されないワックスエステル（蝋）でできている。そのため、大量に摂取すると皮脂漏症（皮膚から油が漏れる病気）を起こしたり、消化吸収されなかった油脂が肛門からそのまま漏れ出したりし、下痢や腹痛を起こす。多量に摂食した場合、昏睡状態に陥る重篤な症例も報告されている。
大東諸島では同じクロタチカマス科の魚であるアブラソコムツと区別せず、インガンダルマまたはダルマという別名（地方名）で呼ばれる。前者の意味は「犬が（尻から脂が）垂れる」、あるいは「犬が（下痢で）ダレる」、後者は「（人間の尻から脂が）垂れる」といったものである。これは、バラムツを食べた後、油脂が肛門から出る時、便意は一切生じず、前触れもなくそのまま垂れ流す状態になることに由来していると考えられる。

## 利用
釣り針にかかると引きが強く、30 - 40キログラムにも育つ個体がいて体が大きいので、スポーツフィッシングの対象にもなっている。
食用としては上記のように、多量に摂取すると毒性がある。しかし、しっかりとした歯応えがあり、大トロのような濃厚な脂分があり、味はとても良いとされる。そのため地域によっては食用とされる。
日本では1970年から食品衛生法第2章第6条第2号に該当する食品として厚生労働省から販売禁止指定されており流通しない。同じクロタチカマス科のアブラソコムツも同様に規制されている。
台湾では流通に制約はなく刺身として食すほか、卵巣を加工しカラスミのようにして食べる油魚子という料理で知られる。カラスミより大型で加工が難しいが、臭みや色味の悪さにつながる血が混じりにくいため、カラスミより高値で取引されている。
韓国では「白マグロ」として食用にされていたが、マグロと称して販売していたことに加えて食中毒患者が続出したことなどが問題視され、食品医薬品安全処が2007年6月に流通禁止の行政予告を行なったものの、規制改革委員会が「過度な規制」として撤回を勧告した。2010年に改めて食用禁止とする告示改正を進める動きがあったが、その後もマグロに偽装しての流通が続いている。
中国では、本種をサケやタラに偽装して提供する業者があり、上記のように食べた人の肛門から大量の油が漏れたケースが報じられている。